# Araneus liberalis
Araneus liberalis este o specie de păianjeni din genul Araneus, familia Araneidae, descrisă de William Joseph Rainbow în anul 1902.
Este endemică în New South Wales. Conform Catalogue of Life specia Araneus liberalis nu are subspecii cunoscute.